# Liste der Baudenkmale in Strausberg
In der Liste der Baudenkmale in Strausberg sind alle Baudenkmale der brandenburgischen Stadt Strausberg und ihrer Ortsteile aufgelistet. Grundlage ist die Veröffentlichung der Landesdenkmalliste mit dem Stand vom 31. Dezember 2020.

## Baudenkmale in den Ortsteilen
In den Spalten befinden sich folgende Informationen:
- ID-Nr.: Die Nummer wird vom Brandenburgischen Landesamt für Denkmalpflege vergeben. Ein Link hinter der Nummer führt zum Eintrag über das Denkmal in der Denkmaldatenbank. In dieser Spalte kann sich zusätzlich das Wort Wikidata befinden, der entsprechende Link führt zu Angaben zu diesem Denkmal bei Wikidata.
- Lage: die Adresse des Denkmales und die geographischen Koordinaten. Link zu einem Kartenansichtstool, um Koordinaten zu setzen. In der Kartenansicht sind Denkmale ohne Koordinaten mit einem roten beziehungsweise orangen Marker dargestellt und können in der Karte gesetzt werden. Denkmale ohne Bild sind mit einem blauen bzw. roten Marker gekennzeichnet, Denkmale mit Bild mit einem grünen beziehungsweise orangen Marker.
- Bezeichnung: Bezeichnung in den offiziellen Listen des Brandenburgischen Landesamtes für Denkmalpflege. Ein Link hinter der Bezeichnung führt zum Wikipedia-Artikel über das Denkmal.
- Beschreibung: die Beschreibung des Denkmales
- Bild: ein Bild des Denkmales und gegebenenfalls einen Link zu weiteren Fotos des Baudenkmals im Medienarchiv Wikimedia Commons

### Hohenstein
| ID-Nr.   | Lage                   | Bezeichnung | Beschreibung | Bild           |
| -------- | ---------------------- | ----------- | --- | -------------- |
| 09180477 | Garziner Straße (Lage) | Dorfkirche  | Die Dorfkirche entstand im 13. Jahrhundert aus Feldsteinen. Im Innern steht unter anderem ein Altarretabel mit einem Kruzifix aus dem 16. Jahrhundert. | weitere Bilder |

### Ruhlsdorf
| ID-Nr.            | Lage                      | Bezeichnung                                                                               | Beschreibung | Bild           |
| ----------------- | ------------------------- | ----------------------------------------------------------------------------------------- | ------------ | -------------- |
| 09180180 Wikidata | (Lage)                    | Dorfkirche und Kirchhofseinfriedung                                                       |              | weitere Bilder |
| 09180645          | Alt-Ruhlsdorf 9/10 (Lage) | Hofanlage mit Wohnhaus, straßenseitiger Einfriedung, zwei Stallgebäuden und zwei Scheunen |              | weitere Bilder |

### Strausberg
| ID-Nr.                           | Lage | Bezeichnung | Beschreibung | Bild |
| -------------------------------- | --- | --- | --- | --- |
| 09180668                         | (Lage)                                                                                                  | Historischer Stadtkern mit Stadtgrundriss, Straßenführung, der das Erscheinungsbild prägenden Bebauung, Platzanordnung, mittelalterlicher Stadtbefestigung sowie Silhouette der Stadt | | Historischer Stadtkern mit Stadtgrundriss, Straßenführung,der das Erscheinungsbild prägenden Bebauung, Platzanordnung,mittelalterlicher Stadtbefestigung sowie Silhouette der Stadt |
| 09180897                         | (Lage)                                                                                                  | Stadtbefestigung mit Stadtmauer, Wiekhäusern, Rest des Landsberger Torturms und Wallanlagen | | weitere Bilder |
| 09180879                         | (Lage)                                                                                                  | Bahnhofsanlage der ehemaligen Strausberger Eisenbahn, bestehend aus Verwaltungsgebäude, Güterschuppen mit Rampe, Lokschuppen, Wagenhalle (in der Walkmühlenstraße 29) sowie Wartehäuschen an den Stationen „Landhaus“ (Landhausstraße), „Schlagmühle“ (Rosa-Luxemburg-Straße) und „Hegermühle“ (Herrenseeallee) | Strausberger Eisenbahn | weitere Bilder |
| 09181986 Teilobjekt zu: 09180879 | Walkmühlenstraße ()                                                                                     | Verwaltungsgebäude | Zweigeschossiger Ziegelbau mit Satteldach. Erbaut im Jahr 1893. | ein Bild hochladen |
| 09181987 Teilobjekt zu: 09180879 | Walkmühlenstraße ()                                                                                     | Güterschuppen | Eingeschossiger Fachwerk-Ziegelbau mit Sattel- und Vordach. Erbaut im Jahr 1893. Befindet sich an der Nordseite des Verwaltungsgebäudes.                              | ein Bild hochladen |
| 09181988 Teilobjekt zu: 09180879 | Walkmühlenstraße ()                                                                                     | Lokomotivschuppen | Eingeschossiger Ziegelbau mit Satteldach. Erbaut in den Jahren 1893-1894. Befindet sich an der Nordseite des Verwaltungsgebäudes.                                     | ein Bild hochladen |
| 09181989 Teilobjekt zu: 09180879 | Walkmühlenstraße 29 ()                                                                                  | Wagenhalle | Ein- und zweigeschossiger Eisenbeton-Bau mit Satteldach. Erbaut in den Jahren 1920-1921. Fügt sich an den Lokomotivschuppen an.                                       | ein Bild hochladen |
| 09181990 Teilobjekt zu: 09180879 | Landhausstraße ()                                                                                       | Wagenhalle | Fachwerk-Ziegelbau mit Walmdach. Erbaut im Jahr 1893. | ein Bild hochladen |
| 09181991 Teilobjekt zu: 09180879 | Rosa-Luxemburg-Straße ()                                                                                | Wagenhalle | Fachwerk-Ziegelbau mit Walmdach. Erbaut im Jahr 1893. | ein Bild hochladen |
| 09181992 Teilobjekt zu: 09180879 | Herrenseeallee ()                                                                                       | Wagenhalle | Fachwerk-Ziegelbau mit Walmdach. Erbaut im Jahr 1893. | ein Bild hochladen |
| 09180992                         | (Lage)                                                                                                  | Wasserturm auf dem Marienberg | runder Ziegelbau von 1910 mit eingebautem Hochbehälter von 400 m³ Fassungsvermögen                                                                                    | weitere Bilder |
| 09180670                         | Markt 8 (Lage)                                                                                          | Wohnhaus | | Wohnhaus |
| 09180671                         | Markt 10 (Lage)                                                                                         | Rathaus | Das Rathaus wurde von 1819 bis 1825 im klassizistischen Stil erbaut.                                                                                                  | Rathaus |
| 09180673                         | Markt 13 (Lage)                                                                                         | Wohn- und Geschäftshaus mit Saalbau | | Wohn- und Geschäftshaus mit Saalbau |
| 09181235 Teilobjekt zu: 09180673 | Markt 13 ()                                                                                             | Saalbau | Ziegelbau mit Satteldach. Datiert auf 1901/1920. | ein Bild hochladen |
| 09180674                         | August-Bebel-Straße / Lustgarten (Lage)                                                                 | Stele für Arthur Becker | Bewidmet Arthur Becker | Stele für Arthur Becker |
| 09180858                         | August-Bebel-Straße 1, Wallstraße 5 (Lage)                                                              | Postamt | | Postamt |
| 09180782                         | August-Bebel-Straße 35–37 (Lage)                                                                        | Wohnhäuser mit Hofbebauung | | Wohnhäuser mit Hofbebauung |
| 09181861 Teilobjekt zu: 09180782 | August-Bebel-Straße 35 ()                                                                               | Wohnhaus | Zweigeschossiger Ziegelbau mit Satteldach. Datiert auf 1880/1890. | ein Bild hochladen |
| 09181862 Teilobjekt zu: 09180782 | August-Bebel-Straße 36 ()                                                                               | Wohnhaus | Zweigeschossiger Bau mit Berliner Dach. Datiert auf 1890/1900. | ein Bild hochladen |
| 09181863 Teilobjekt zu: 09180782 | August-Bebel-Straße 37 ()                                                                               | Wohnhaus | Zweigeschossiger Bau mit Satteldach. Figurale Darstellungen entlang der Fassade. Erbaut im Jahr 1909.                                                                 | ein Bild hochladen |
| 09180859                         | Berliner Straße 90 (Lage)                                                                               | Villa Eckardstein | | Villa Eckardstein |
| 09180190                         | Ernst-Thälmann-Straße 106 (Lage)                                                                        | Wohnhaus und Grundstückseinfriedung | | Wohnhaus und Grundstückseinfriedung |
| 09180860                         | Flugplatzstraße (Lage)                                                                                  | Flugzeughalle | | Flugzeughalle |
| 09182232                         | Flugplatzstraße F1 33 (Lage)                                                                            | Segelflugzeug Lom 57/I „Libelle“, Werknummer 0599 | | BW |
| 09180783                         | Friedrich-Ebert-Straße 75–94 (Lage)                                                                     | Wohnsiedlung | | Wohnsiedlung |
| 09182200                         | Garzauer Straße 19, 20, Altlandsberger Chaussee (Lage)                                                  | Bunkeranlage des Fernmeldewesens der Deutschen Post und Führungsbunker des Ministeriums für Post- und Fernmeldewesen der DDR, bestehend aus Wachgebäude, Heizöllager, Verwaltungsgebäude, Zugangstunnel, Wasserwerk, Villa, Reste einer Hochspannungssicherheitsanlage, Rückkühlbauwerk, Kühltürme, Tarnhalle mit Lastenkran, Abgasschornstein, Betankungsanlage, Tarnhalle mit Strahlungs- und Temperaturmessern, Schutzbauwerk mit technischen Anlagen | Es handelt sich um den Bunker Strausberg. | Bunkeranlage des Fernmeldewesens der Deutschen Post undFührungsbunker des Ministeriums für Post- und Fernmeldewesen der DDR,bestehend aus Wachgebäude, Heizöllager, Verwaltungsgebäude, Zugangstunnel,Wasserwerk, Villa, Reste einer Hochspannungssicherheitsanlage,Rückkühlbauwerk, Kühltürme, Tarnhalle mit Lastenkran,Abgasschornstein, Betankungsanlage, Tarnhalle mit Strahlungs- und Temperaturmessern,Schutzbauwerk mit technischen Anlagen |
| 09180804 Wikidata                | Georg-Kurtze-Straße 1 & 2 (Lage)                                                                        | Wohn- und Geschäftshaus | | weitere Bilder |
| 09181877 Teilobjekt zu: 09180804 | Georg-Kurtze-Straße 1 & 2 ()                                                                            | Seitenflügel | Zweigeschossiger Bau mit Satteldach. Datiert auf um 1900. | ein Bild hochladen |
| 09181878 Teilobjekt zu: 09180804 | Georg-Kurtze-Straße 1 & 2 ()                                                                            | Hofgebäude | Zweigeschossiger Bau mit Pultdach. Datiert auf um 1900. | ein Bild hochladen |
| 09180675                         | Georg-Kurtze-Straße 3 (Lage)                                                                            | Ackerbürgerhaus mit Stallgebäude und Waschküche | Eingeschossiger Bau mit Satteldach. Datiert auf um 1860. | Ackerbürgerhaus mit Stallgebäude und Waschküche |
| 09181786 Teilobjekt zu: 09180675 | Georg-Kurtze-Straße 3 ()                                                                                | Stall | Feldstein-Ziegelbau mit Pultdach. | ein Bild hochladen |
| 09180248                         | Georg-Kurtze-Straße 14 (Lage)                                                                           | Wohnhaus | | Wohnhaus |
| 09180802                         | Georg-Kurtze-Straße 33 (Lage)                                                                           | Wohnhaus mit Seitenflügel und Hofgebäude | | Wohnhaus mit Seitenflügel und Hofgebäude |
| 09180678                         | Große Straße 18 (Lage)                                                                                  | Wohn- und Geschäftshaus mit Seitenflügel, Brauereigebäude und Eiskeller | | Wohn- und Geschäftshaus mit Seitenflügel,Brauereigebäude und Eiskeller |
| 09181220 Teilobjekt zu: 09180678 | Große Straße 18 ()                                                                                      | Brauereigebäude | Dreigeschossiger Ziegelbau mit Satteldach und Schornstein. Datiert auf 1865/180.                                                                                      | ein Bild hochladen |
| 09181221 Teilobjekt zu: 09180678 | Große Straße 18 ()                                                                                      | Eiskeller | Der Ziegelbau liegt im hinteren Bereich des Areals. Datiert auf 1881 (Inschrift).                                                                                     | ein Bild hochladen |
| 09180679                         | Große Straße 20 (Lage)                                                                                  | Wohn- und Geschäftshaus | | Wohn- und Geschäftshaus |
| 09180680                         | Große Straße 21 (Lage)                                                                                  | Wohn- und Geschäftshaus | | Wohn- und Geschäftshaus |
| 09180756                         | Große Straße 45 (Lage)                                                                                  | Wohn – und Geschäftshaus mit Hofanlage einschließlich Fabrikgebäude, Schmiede und Schlosserei mit Schornstein, Stallgebäuden, Montagehalle und Hofpflaster | | Wohn – und Geschäftshaus mit Hofanlageeinschließlich Fabrikgebäude, Schmiede undSchlosserei mit Schornstein, Stallgebäuden,Montagehalle und Hofpflaster |
| 09181831 Teilobjekt zu: 09180756 | Große Straße 45 ()                                                                                      | Fabrikgebäude | Dreigeschossiger Ziegelbau mit Pultdach. Datiert auf das Jahr 1872.                                                                                                   | ein Bild hochladen |
| 09181832 Teilobjekt zu: 09180756 | Große Straße 45 ()                                                                                      | Schmiede | Es handelt sich um das ehemalige Kessel- und Maschinenhaus nach einem Entwurf von Otto Bertschy. Datiert auf das Jahr 1884.                                           | ein Bild hochladen |
| 09181833 Teilobjekt zu: 09180756 | Große Straße 45 ()                                                                                      | Stall | Das Gebäude mit Satteldach datiert auf das Jahr 1876/1900. | ein Bild hochladen |
| 09181834 Teilobjekt zu: 09180756 | Große Straße 45 ()                                                                                      | Fabrikgebäude | Das eingeschossige Gebäude mit Satteldach weist einen trapezförmigen Grundriss auf. Erbaut in den Jahren 1926-1927.                                                   | ein Bild hochladen |
| 09181141                         | Große Straße 46 (Lage)                                                                                  | Wohn- und Geschäftshaus mit Seitenflügel und Hofgebäude | | Wohn- und Geschäftshausmit Seitenflügel und Hofgebäude |
| 09181142 Teilobjekt zu: 09181141 | Große Straße 46 ()                                                                                      | Stall | Zweigeschossiger Ziegelbau, auf der Hofseite zu Nr. 45 liegend. Er datiert auf 1801/1870.                                                                             | ein Bild hochladen |
| 09181139                         | Große Straße 47 (Lage)                                                                                  | Wohnhaus mit Hofgebäude | | Wohnhaus mit Hofgebäude |
| 09181140 Teilobjekt zu: 09181139 | Große Straße 47 ()                                                                                      | Stall | Der auf einem Feldstein-Sockel stehende Fachwerkbau mit Pultdach begrenzt den Hof nach Süden hin. Er datiert auf 1801/1870.                                           | ein Bild hochladen |
| 09181138                         | Große Straße 52 (Lage)                                                                                  | Wohnhaus und Geschäftshaus | | Wohnhaus und Geschäftshaus |
| 09180861                         | Große Straße 56 (Lage)                                                                                  | Wohnhaus mit Saalanbau der Evangelischen Gemeinde | | Wohnhaus mit Saalanbau der Evangelischen Gemeinde |
| 09181955 Teilobjekt zu: 09180861 | Große Straße 56 ()                                                                                      | Wohnhaus | Der eingeschossige Bau steht im rechten Winkel zur Jungfernstraße. Er schließt an das größere Haus an. Datiert auf 1751/1800.                                         | ein Bild hochladen |
| 09181956 Teilobjekt zu: 09180861 | Große Straße 56 ()                                                                                      | Saalbau | Das Gebäude mit Satteldach stammt aus dem Jahr 1896. | ein Bild hochladen |
| 09180681                         | Große Straße 65 (Lage)                                                                                  | Wohnhaus und Apotheke mit straßenseitigem Kernbau, nördlichem Hofflügel, vierseitig geschlossenem Hofraum und angrenzendem Garten mit Remise | | Wohnhaus und Apotheke mitstraßenseitigem Kernbau, nördlichem Hofflügel,vierseitig geschlossenem Hofraum undangrenzendem Garten mit Remise |
| 09181039 Teilobjekt zu: 09180681 | Große Straße 65 ()                                                                                      | Hofgebäude | Der zweigeschossiger Bau, der den Hof nach Norden hin begrenzt, datiert auf 1870/1900.                                                                                | ein Bild hochladen |
| 09182141 Teilobjekt zu: 09180681 | Große Straße 65 ()                                                                                      | Remise | | ein Bild hochladen |
| 09182142 Teilobjekt zu: 09180681 | Große Straße 65 ()                                                                                      | Garten | | ein Bild hochladen |
| 09180985                         | Große Straße 66 (Lage)                                                                                  | Wohn- und Geschäftshaus mit Stallgebäude | | Wohn- und Geschäftshaus mit Stallgebäude |
| 09182119 Teilobjekt zu: 09180985 | Große Straße 66 ()                                                                                      | Stall | Der Fachwerkbau mit Satteldach dient auch als Abgrenzung des Grundstücks.                                                                                             | ein Bild hochladen |
| 09180682                         | Große Straße 70 (Lage)                                                                                  | Wohn- und Geschäftshaus | | Wohn- und Geschäftshaus |
| 09180684                         | Karl-Liebknecht-Straße (Lage)                                                                           | Personenfähre über den Straussee | | Personenfähre über den Straussee |
| 09180803                         | Klosterdorfer Chaussee 16 (Lage)                                                                        | Wanderarbeitsheim mit Verwaltungsgebäude, zwei Wohnbaracken und Toilettenhäuschen sowie Freiflächengestaltung des Hofraums | | Wanderarbeitsheim mit Verwaltungsgebäude,zwei Wohnbaracken und Toilettenhäuschen sowieFreiflächengestaltung des Hofraums |
| 09181874 Teilobjekt zu: 09180803 | Klosterdorfer Chaussee 15 a / Kastanienallee 54 ()                                                      | Verwaltungsgebäude | Eingeschossiger Ziegelbau mit Mansarddach auf L-förmigem Grundriss. Erbaut in den Jahren 1912-1913.                                                                   | ein Bild hochladen |
| 09181875 Teilobjekt zu: 09180803 | Klosterdorfer Chaussee 15 a / Kastanienallee 54 ()                                                      | Baracke | Eingeschossiger Ziegelbau mit Mansarddach. Erbaut in den Jahren 1912-1913.                                                                                            | ein Bild hochladen |
| 09181876 Teilobjekt zu: 09180803 | Klosterdorfer Chaussee 15 a / Kastanienallee 54 ()                                                      | Toilettenhaus | Eingeschossiger Ziegelbau mit Walmdach. Erbaut in den Jahren 1912-1913.                                                                                               | ein Bild hochladen |
| 09180683                         | Klosterstraße 3 (Lage)                                                                                  | Wohnhaus mit Hofbebauung | | Wohnhaus mit Hofbebauung |
| 09181787 Teilobjekt zu: 09180683 | Klosterstraße 3 ()                                                                                      | Hofgebäude | | ein Bild hochladen |
| 09181293                         | Klosterstraße 8 (Lage)                                                                                  | Mietwohnhaus mit Hofbebauung | | Mietwohnhaus mit Hofbebauung |
| 09181294 Teilobjekt zu: 09181293 | Klosterstraße 8 ()                                                                                      | Waschhaus | Eingeschossiger Ziegelbau mit Pultdach, der den Hof nach Süden hin begrenzt. Datiert auf 1901/1910.                                                                   | ein Bild hochladen |
| 09181295 Teilobjekt zu: 09181293 | Klosterstraße 8 ()                                                                                      | Stall & Remise | Eingeschossiger Fachwerkbau mit Pultdach. Datiert auf 1801/1850. Den Hof zum dahinterliegenden Gartenland begrenzend.                                                 | ein Bild hochladen |
| 09180862                         | Klosterstraße 12 (Lage)                                                                                 | Mietwohnhaus mit Hofbebauung | | Mietwohnhaus mit Hofbebauung |
| 09181957 Teilobjekt zu: 09180862 | Klosterstraße 12 ()                                                                                     | Pferdestall & Remise & Wohnhaus | Zweigeschossiger gelber Ziegelbau mit Pultdach. Erbaut im Jahr 1880.                                                                                                  | ein Bild hochladen |
| 09181958 Teilobjekt zu: 09180862 | Klosterstraße 12 ()                                                                                     | Hofgebäude | Ein Ziegelgebäude aus dem Jahre 1900. | ein Bild hochladen |
| 09180685                         | Klosterstraße 14 (Lage)                                                                                 | Landarmen- und Militärinvalidenhaus | | Landarmen- und Militärinvalidenhaus |
| 09180247                         | Klosterstraße 19 (Lage)                                                                                 | Wohnhaus mit Hofbebauung | | Wohnhaus mit Hofbebauung |
| 09180875                         | Kopernikusstraße 6 (Lage)                                                                               | Wohnhaus | | Wohnhaus |
| 09180863                         | Landhausstraße 16–18 (Lage)                                                                             | Sporthalle „Ernst Grube“ | | Sporthalle „Ernst Grube“ |
| 09180896                         | Nordstraße 1–13, Wriezener Straße 13–37 (ungerade), Ringstraße 1, 3, 2/4, 6/8, Mittelstraße 1–10 (Lage) | Wohnsiedlung der 1950er Jahre (Siedlung Nord) einschließlich der zugehörigen Freiflächen sowie einer Kindertagesstätte | | Wohnsiedlung der 1950er Jahre (Siedlung Nord)einschließlich der zugehörigen Freiflächen sowie einer Kindertagesstätte |
| 09180669 Wikidata                | Predigerstraße 2 (Lage)                                                                                 | Stadtpfarrkirche St. Marien | Die evangelische Kirche entstand im 13. Jahrhundert als Basilika. | weitere Bilder |
| 09181108 Teilobjekt zu: 09180669 | Predigerstraße 2 (Lage)                                                                                 | Orgel | Ein Instrument der Orgelbau-Firma Sauer. Datiert auf die Jahre 1773/1774 & 1929.                                                                                      | BW |
| 09180687                         | Prötzeler Chaussee 7 (Lage)                                                                             | Vorwerk mit Verwaltungsgebäuden, Kuhstall, Pferdestall, Speicher, Schlachthaus sowie Hoffläche | | Vorwerk mit Verwaltungsgebäuden,Kuhstall, Pferdestall, Speicher, Schlachthaus sowie Hoffläche |
| 09181789 Teilobjekt zu: 09180687 | Prötzeler Chaussee 7 ()                                                                                 | Inspektorenhaus | | ein Bild hochladen |
| 09181790 Teilobjekt zu: 09180687 | Prötzeler Chaussee 7 ()                                                                                 | Kuhstall | | ein Bild hochladen |
| 09181791 Teilobjekt zu: 09180687 | Prötzeler Chaussee 7 ()                                                                                 | Pferdestall | | ein Bild hochladen |
| 09181792 Teilobjekt zu: 09180687 | Prötzeler Chaussee 7 ()                                                                                 | Speicher | | ein Bild hochladen |
| 09181793 Teilobjekt zu: 09180687 | Prötzeler Chaussee 7 ()                                                                                 | Schlachthaus | | ein Bild hochladen |
| 09180799 Wikidata                | Strausseepromenade (Lage)                                                                               | Städtische Badeanstalt | | weitere Bilder |
| 09180864                         | Wallstraße 9 (Lage)                                                                                     | Wohn- und Geschäftshaus mit Hofgebäuden | | Wohn- und Geschäftshaus mit Hofgebäuden |
| 09181959 Teilobjekt zu: 09180864 | Wallstraße 9 ()                                                                                         | Hofgebäude | Eineinhalb- und zweigeschossiger Klinkerbau aus dem Jahr 1880. | ein Bild hochladen |
| 09180688                         | Weinbergstraße 13 (Lage)                                                                                | Katholische Kirche und Pfarramt | Die römisch-katholische Kirche im Stil des ausgehenden Historismus wurde 1928 geweiht. Im Innern befinden sich eine neuzeitliche Ausstattung sowie eine Schuke-Orgel. | weitere Bilder |
| 09181109 Teilobjekt zu: 09180688 | Weinbergstraße 13 ()                                                                                    | Orgel | Ein Instrument der Orgelbau-Firma Sauer aus dem Jahr 1962. | ein Bild hochladen |
| 09181309 Teilobjekt zu: 09180688 | Weinbergstraße 13 ()                                                                                    | Pfarrhaus (Katholisch) | Quadratischer zweigeschossiger Bau mit Walmdach. Erbaut im Jahr 1928.                                                                                                 | ein Bild hochladen |
| 09180689                         | Wriezener Straße (Lage)                                                                                 | Ehrenmal für Opfer des Faschismus (OdF) | | Ehrenmal für Opfer des Faschismus (OdF) |
| 09180813                         | Wriezener Straße 28, 30 (Lage)                                                                          | Brandenburgische Landesschul- und Erziehungsanstalt mit Hauptgebäude, Knaben- und Mädchenflügel, Küchengebäude und Mägdeheim, Lazarett, Beamtenwohnhaus, Turn- und Festhalle sowie straßenseitiger Grundstückseinfriedung | | Brandenburgische Landesschul- und Erziehungsanstalt mit Hauptgebäude, Knaben- und Mädchenflügel, Küchengebäude und Mägdeheim, Lazarett, Beamtenwohnhaus, Turn- und Festhalle sowie straßenseitiger Grundstückseinfriedung |
| 09181883 Teilobjekt zu: 09180813 | Wriezener Straße 28 a ()                                                                                | Anstaltsgebäude | Dreigeschossiger Ziegelbau mit Satteldach. Erbaut im Jahr 1883. | ein Bild hochladen |
| 09181884 Teilobjekt zu: 09180813 | Wriezener Straße 28 a ()                                                                                | Wohnhaus | Es handelt sich um den Knabenflügel. Zweigeschossiger Ziegelbau mit Satteldach auf L-förmigem Grundriss. Erbaut im Jahr 1883.                                         | ein Bild hochladen |
| 09181885 Teilobjekt zu: 09180813 | Wriezener Straße 28 a ()                                                                                | Küchengebäude & Wohnhaus | Es handelt sich um das Mägdeheim. Zweigeschossiger und zehnachsiger Ziegelbau mit Walmdach. Erbaut im Jahr 1883.                                                      | ein Bild hochladen |
| 09181886 Teilobjekt zu: 09180813 | Wriezener Straße 30 ()                                                                                  | Lazarett | Zweigeschossiger Ziegelbau mit Walm- und Krüppelwalmdach. Erbaut im Jahr 1883.                                                                                        | ein Bild hochladen |
| 09181887 Teilobjekt zu: 09180813 | Wriezener Straße 28 a ()                                                                                | Beamtenwohnhaus | Eingeschossiger Ziegelbau mit Walm- und Krüppelwalmdach. Erbaut im Jahr 1883.                                                                                         | ein Bild hochladen |
| 09181888 Teilobjekt zu: 09180813 | Wriezener Straße 30 d, 30 c, 30 d, 30 e ()                                                              | Turnhalle & Festhalle | Zweigeschossiger Bau mit Walmdach. Datiert auf das Jahr 1920. | ein Bild hochladen |

### Torfhaus
| ID-Nr.   | Lage               | Bezeichnung  | Beschreibung | Bild         |
| -------- | ------------------ | ------------ | ------------ | ------------ |
| 09180010 | Torfhaus 16 (Lage) | Chausseehaus |              | Chausseehaus |